# Obermiebach (Overath)
Obermiebach ist ein Ortsteil von Vilkerath in der Stadt Overath im Rheinisch-Bergischen Kreis in Nordrhein-Westfalen, Deutschland.

## Lage und Beschreibung
Obermiebach ist ein landwirtschaftlich geprägter Ortsteil an der Grenze zum Oberbergischen Kreis, oberhalb des weitgehend naturgeschützten Aggertals. Er ist am besten über die Kreisstraße 37 und die Ortslagen Bochmühle und Untermiebach zu erreichen.
Naturräumlich betrachtet gehört die Gegend zum schützenswerten Marialinder Riedelland, das wiederum zu den Agger-Sülz-Hochflächen gehört. In den Feuchtgebieten können seltene Tiere und Pflanzen gedeihen.
Am Rande Obermiebachs befindet sich ein Modellflugplatz.

## Geschichte
Miebach wurde erstmals im 13. Jahrhundert als Meitbech urkundlich erwähnt.
Die Topographia Ducatus Montani des Erich Philipp Ploennies, Blatt Amt Steinbach, belegt, dass der Wohnplatz bereits 1715 vier Hofstellen besaß, die als Miebach beschriftet sind. Carl Friedrich von Wiebeking benennt die Hofschaft auf seiner Charte des Herzogthums Berg 1789 als Miebach. Aus ihr geht hervor, dass der Ort zu dieser Zeit Titularort der Honschaft Miebach im Kirchspiel Overath war.
Der Ort ist auf der Topographischen Aufnahme der Rheinlande von 1825 als Obermiebach verzeichnet. Die Preußische Uraufnahme von 1845 zeigt den Wohnplatz unter dem Namen Ober Miebach. Ab der Preußischen Neuaufnahme von 1892 ist der Ort auf Messtischblättern regelmäßig als Obr. Miebach oder Obermiebach verzeichnet.
1822 lebten 63 Menschen im als Hof kategorisierten und Ober-Mibach bezeichneten Ort, der nach dem Zusammenbruch der napoleonischen Administration und deren Ablösung zur Bürgermeisterei Overath im Kreis Mülheim am Rhein gehörte. Für das Jahr 1830 werden für Ober- und Untermibach 126 Einwohner angegeben. Der 1845 laut der Uebersicht des Regierungs-Bezirks Cöln als Dorf kategorisierte und Ober-Mibach bezeichnete Ort besaß zu dieser Zeit elf Wohngebäude mit 63 Einwohnern, alle katholischen Bekenntnisses. Die Gemeinde- und Gutbezirksstatistik der Rheinprovinz führt Obermiebach 1871 mit zwölf Wohnhäusern und 75 Einwohnern auf. Im Gemeindelexikon für die Provinz Rheinland von 1888 werden für Ober Miebach 12 Wohnhäuser mit 70 Einwohnern angegeben. 1895 besitzt der Ort zwölf Wohnhäuser mit 60 Einwohnern, 1905 werden 13 Wohnhäuser und 69 Einwohner angegeben. Der Overather Hausnummerierungskataster von 1907 verzeichnet in Obermiebach zwölf Häuser, von fünf im Besitz der Gräfin v. Nesselrode. Weitere Eigentümer: Peter Höfer, Johann Krieger, Reinhard Reuber, J. Roth (Wtwe) und Jochen Roth

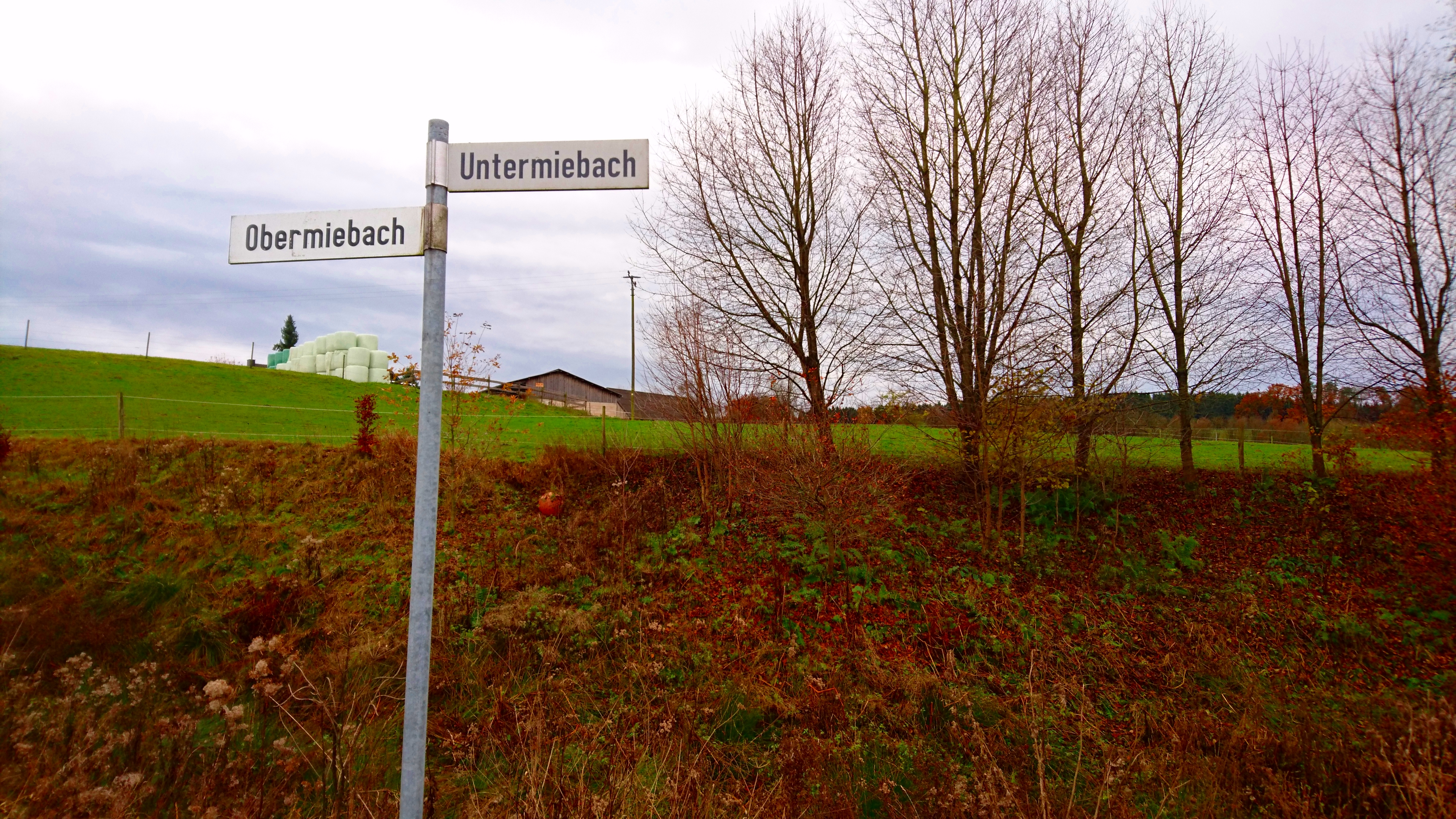
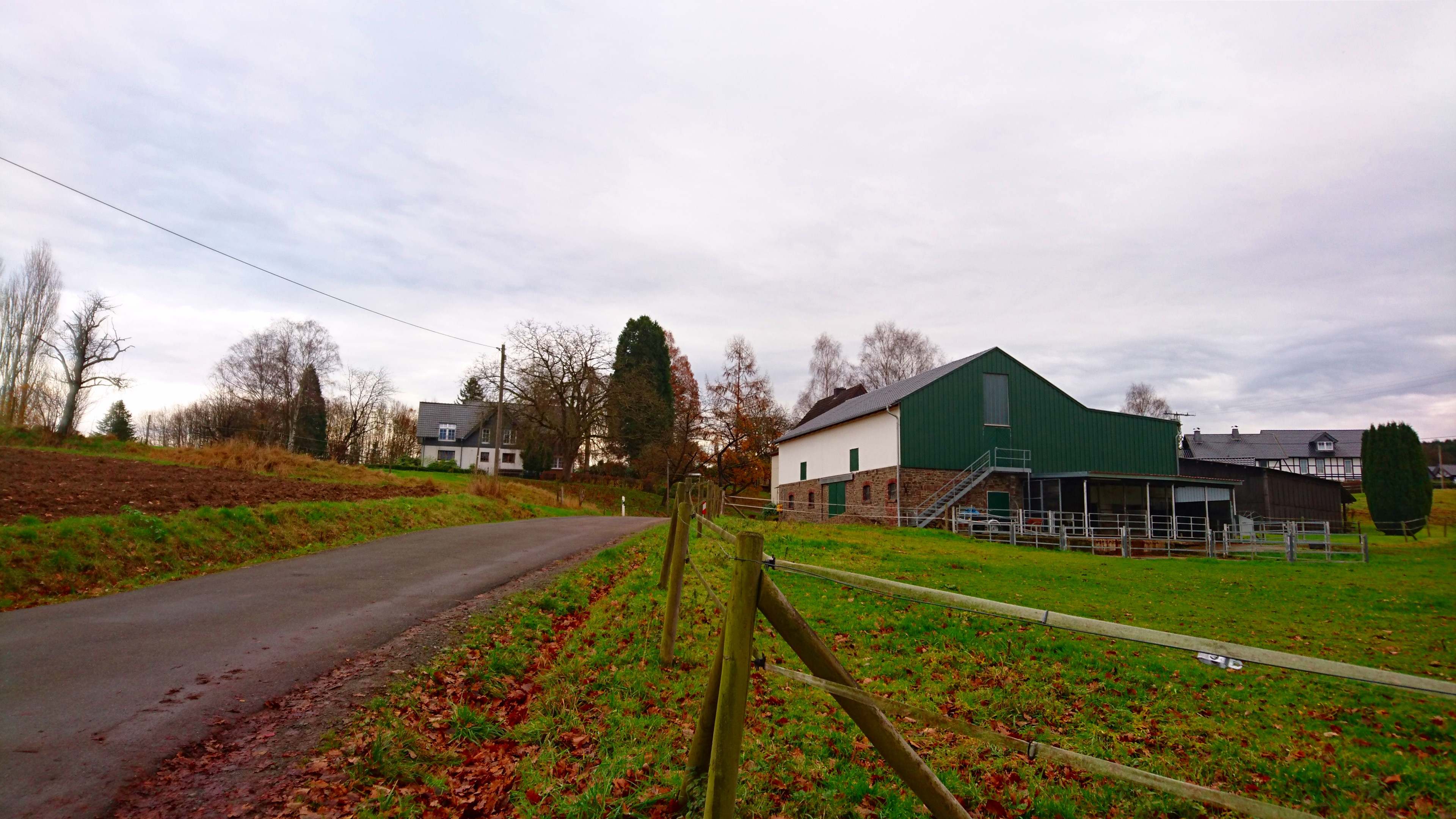

In Obermiebach entstand die Initiative für den Bau einer Kapelle in Vilkerath. 1879 gründete Theodor Wermelskirchen hier einen „Kirchbauverein Vilkerath“, aber erst 1894, gelang es, die Kapelle zu bauen. Sie erwies sich bald als zu klein und so baute man eine größere Kirche 1952 auf dem ehemaligen Bauplatz, die 1958 durch einen Großturm ergänzt wurde.